# NeGcon
El NeGcon (ネジコン Nejikon?), estilizado como neGcon, es un controlador de videojuego basado en movimiento fabricado en 1995 por Namco para PlayStation. Uno de los primeros periféricos de terceros para el sistema, el controlador está conectado por una articulación giratoria, lo que permite al jugador girar las mitades entre sí. El controlador también reemplaza los botones de «símbolo» en el controlador de PlayStation original con dos botones «A» y «B», así como botones «I» y «II» que permitían el control analógico. Una variante negra se lanzó exclusivamente en Japón.
El NeGcon fue creado para replicar el movimiento de palanca analógica utilizado en el juego de arcade Cyber Sled (1993); el nombre proviene de la palabra japonesa "nejiru", que significa "torcer". El controlador fue diseñado para su uso en juegos de carreras, incluidos Ridge Racer, Gran Turismo y Wipeout. La recepción de la crítica para NeGcon fue muy positiva, siendo elogiada por su control receptivo en los juegos y su diseño único.

## Descripción

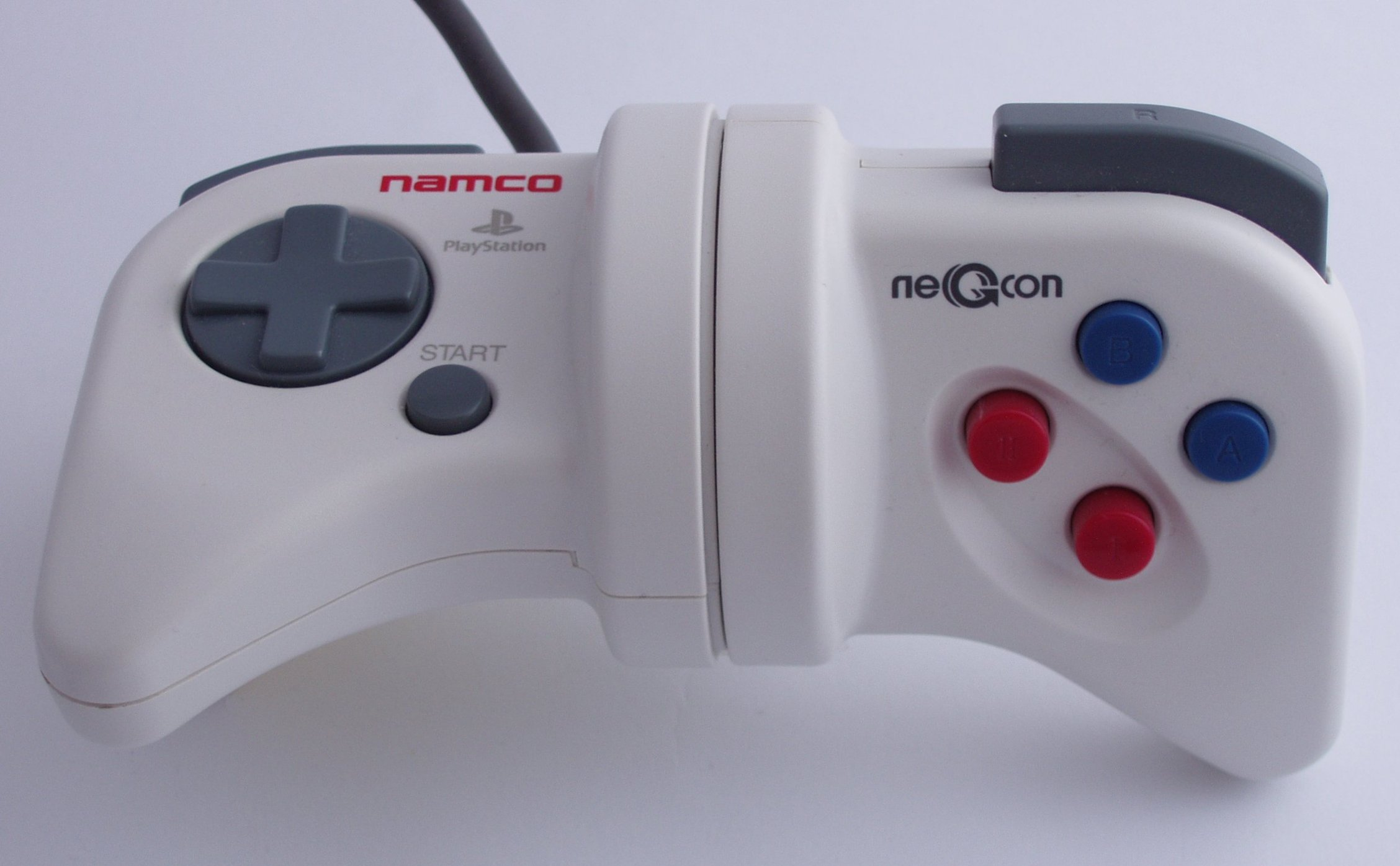
El NeGcon tiene una junta giratoria que conecta las dos mitades juntas, lo que permite que se tuerzan entre sí.

El NeGcon es un periférico de videojuegos lanzado para PlayStation por Namco, y también es compatible con PlayStation 2. Se inserta en el sistema a través del puerto del controlador ubicado en la parte frontal. La izquierda del controlador presenta un D-pad y un botón de inicio, mientras que la derecha presenta dos botones azules «A» y «B» y dos botones rojos «I» y «II». Dos botones laterales, etiquetados como «L» y «R» respectivamente, se encuentran en la parte superior del controlador. El D-pad opta por un diseño en forma de cruz similar al que se encuentra en consolas como el Nintendo Entertainment System, a diferencia del diseño de botones direccionales que se encuentra en el controlador original de PlayStation.
Las mitades del NeGcon están conectadas por una gran articulación giratoria, que permite al usuario girar ambas mitades entre sí para permitir movimientos precisos en los juegos. Esta articulación giratoria es operada por engranajes que hacen girar los ejes de dos potenciómetros dentro del dispositivo, el pivote central utiliza una corona dentada que impulsa un piñón en el eje del potenciómetro. Los dos botones I y II son analógicos y tienen aproximadamente 7 mm de recorrido, lo que puede permitir presionar botones de manera sostenida y sensible. Los botones también detectan cuánto los presiona el usuario. Los dos botones de hombro también son analógicos y tienen aproximadamente 5 mm de recorrido, aunque el botón de hombro R solo se puede operar a través de un sistema de sensor directo. Los cuatro botones analógicos tienen piñones de arrastre de cremallera similares a los de la articulación giratoria.

## Uso
El diseño de neGcon fue impulsado por el deseo de Namco de replicar con precisión los controles de doble palanca de su juego de arcade Cyber Sled en PlayStation.
Ejemplos de juegos de carreras que aprovecharon neGcon son las iteraciones originales de PlayStation de la serie Ridge Racer (Ridge Racer Type 4 también fue compatible con Namco Jogcon), Gran Turismo, Motor Toon Grand Prix, Motor Toon Grand Prix 2, Destruction Derby, Colin McRae Rally, TOCA, Rally Cross, V-Rally y los juegos Pole Position en los volúmenes 1 y 3 de Namco Museum, así como Ridge Racer V en PlayStation 2. La serie Wipeout (incluida Wipeout Fusion en la PS2) también es compatible con neGcon. El número de juegos que no eran de carreras y que admitían neGcon era limitado, casi estrictamente limitado a la serie Ace Combat de Namco (que también se trasladó a PS2). Aunque el neGcon no era estrictamente compatible con el protocolo del controlador PS1 estándar, las bibliotecas de Sony parecían admitir el neGcon como controlador estándar incluso en el lanzamiento. Debido a esto, un neGcon podría usarse en la mayoría de los juegos que no requieren el uso de R2, L2 o botones de selección, incluido el administrador de tarjetas de memoria y el reproductor de CD integrados en el sistema. Además, la biblioteca neGcon también se utilizó para proporcionar controles más precisos para volantes de terceros, con botones Ⅰ y Ⅱ de largo alcance utilizados para los pedales en dichos controladores. Sin embargo, dicho tiro largo de los botones Ⅰ y Ⅱ hace que el neGcon no sea un sustituto de alta calidad para un controlador PS1 normal. En particular, los juegos que requerían presionar rápidamente los botones cuadrados o X eran difíciles de jugar bien.
Gran Turismo 3: A-Spec y Gran Turismo 4 para PS2 no son compatibles con neGcon. Esto tuvo el efecto de romper la compatibilidad con los controladores del volante que anteriormente usaban el protocolo neGcon, aunque otros juegos como Le Mans 24 Hours y World Rally Championship (con el modo de control configurado en digital) permitieron la compatibilidad. GT3 y GT4 son compatibles con el PS2 DualShock 2 estándar que proporciona entrada analógica de acelerador y freno. Para un control más fino que los botones DualShock 2 de tiro corto que se ofrecen, un usuario podría usar un volante producido por Logitech que se produjo específicamente para estos juegos. Los volantes de Logitech eran grandes y no portátiles, pero combinaban bien con los juegos de Gran Turismo.

## Historia

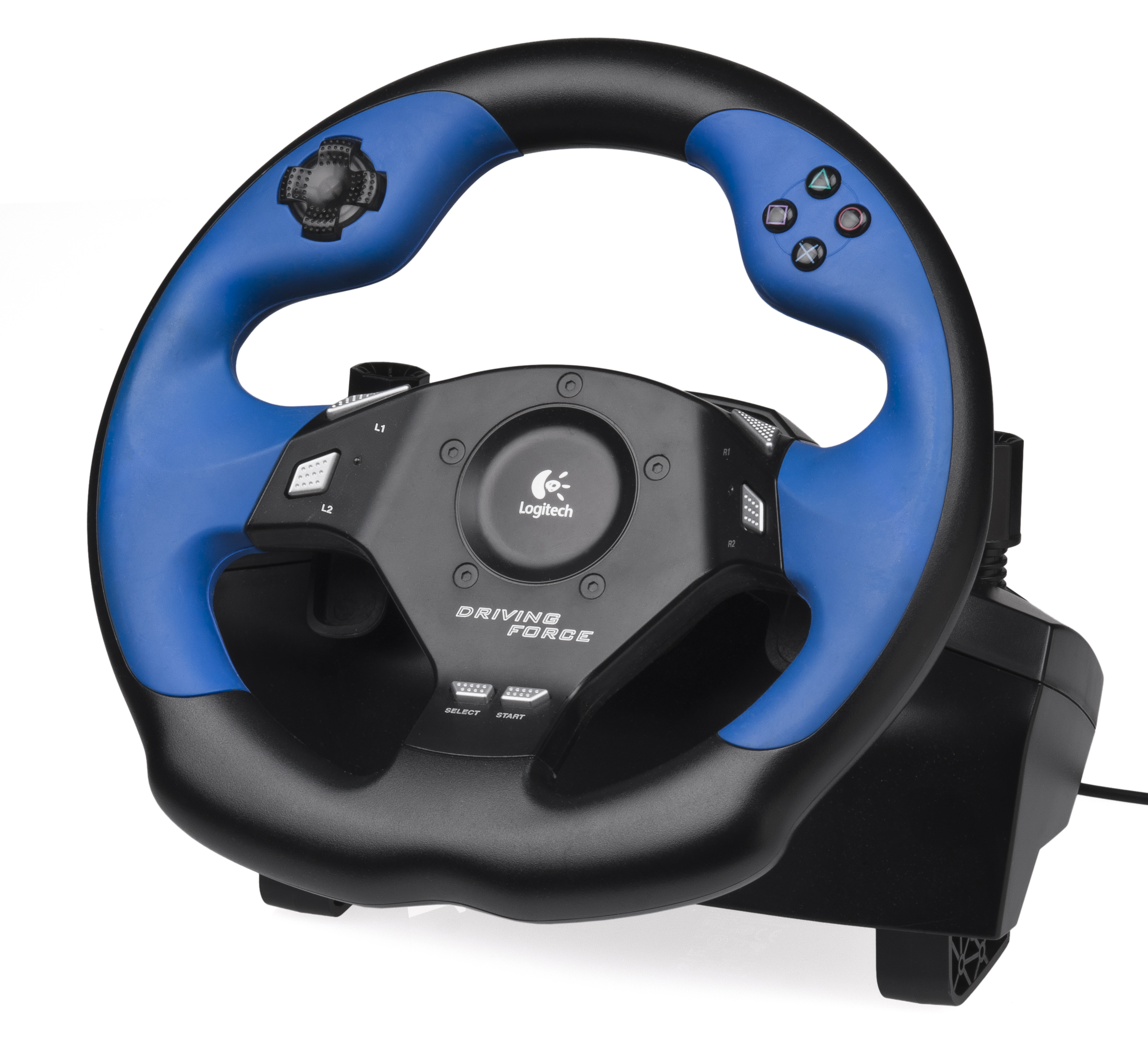
El equipo de producción de NeGcon basó su diseño en varios controladores de volante.

El NeGcon fue la creación del diseñador de Namco Satoru Kuriyama. Más conocido como el gerente de producción de Ridge Racer (1993), Kuriyama imaginó la idea del NeGcon mientras observaba a una compañera de Namco, la creadora de Valkyrie no Densetsu, "Ms. Okawa", jugando un juego de carreras de Super Famicom mientras simultáneamente inclinaba el controlador en el dirección en la que giraba el coche en el juego. Kuriyama luego comenzó a pensar en un controlador que pudiera torcer y girar para realizar movimientos precisos del juego. La división de juegos de consola de Namco se enteró de la idea y sugirió que si el controlador era drásticamente diferente de otros controladores de juegos que ya están en el mercado, podría ayudar a crear conceptos de juego nuevos e interesantes. El equipo buscó inspiración en los juegos de carreras, pensando en crear un controlador similar a un volante que permitiera giros rápidos y precisos. El nombre NeGcon se basa en la palabra japonesa "neijuru", que significa "torcer".
Yutaka Isokawa, un ingeniero de Namco, fue asignado al equipo de producción de NeGcon poco después de completar el trabajo en dos juegos de Yu Yu Hakusho para la Super Famicom. Originalmente un desarrollador de Asmik que diseñó Catrap para Game Boy, se integró en la división de juegos de consola de Namco para comenzar a trabajar en el nuevo controlador. Isokawa cree que parte de la idea detrás de NeGcon se basó en el deseo de Namco de crear hardware para el mercado de consolas domésticas, en lugar de ser estrictamente un editor externo para compañías como Nintendo y Sony Computer Entertainment; esta idea fue impulsada aún más por el hecho de que el rival de Namco, Sega, era en ese momento uno de los mayores fabricantes de hardware en el mercado de los videojuegos domésticos. Isokawa cree que la compañía tenía la intención de comenzar a producir controladores y potencialmente consolas antes de que se lanzara la PlayStation.
Al diseñar el NeGcon, el equipo de producción recurrió a los juegos de carreras en busca de inspiración; observaron específicamente los volantes y cómo se movían para crear potencialmente un controlador que permitiera giros rápidos y sensibles en las esquinas de las pistas. El controlador en sí fue diseñado principalmente por Kazumi Mizuno, el gerente de planificación gráfica de la división de juegos para consumidores de Namco. Isokawa y otros sugirieron que el controlador podría girarse para recrear la sensación de un volante, en lugar de sostenerlo en un ángulo específico. Se propusieron varios prototipos, incluido uno con una punta de controlador más larga en una mano y otro con los cuatro botones analógicos. Muchos de los diseñadores estaban nerviosos por el giro que permitía girar el controlador porque pensaban que sería demasiado frágil.
Durante la producción del NeGcon, Isokawa comenzó a trabajar en un videojuego que podría mostrar las capacidades del controlador. Era un juego de golf en el que el jugador giraba el NeGcon para simular la acción de balancear un palo de golf para golpear la pelota. Isokawa descartó el juego ya que Namco tendría que competir con Everybody's Golf de Sony, lo que consideró que no era posible debido al éxito generalizado de este último. También creía que a los jugadores de golf que probaran el juego no les gustaría por sus controles y concepto en general. Aunque el juego en sí fue cancelado, el equipo lo utilizó para probar las unidades prototipo de NeGcon como una forma de ayudar a corregir posibles problemas y finalizar el diseño.

## Juegos compatibles
| Año  | Título                        | Plataforma    | Editor                      | Ref.   |
| ---- | ----------------------------- | ------------- | --------------------------- | ------ |
| 1994 | Ridge Racer                   | PlayStation   | Namco                       | [ 3 ]  |
| 1994 | Motor Toon Grand Prix         | PlayStation   | Sony Computer Entertainment | [ 4 ]  |
| 1995 | Ridge Racer Revolution        | PlayStation   | Namco                       | [ 5 ]  |
| 1995 | Cyber Sled                    | PlayStation   | Namco                       | [ 4 ]  |
| 1995 | Ace Combat                    | PlayStation   | Namco                       | [ 6 ]  |
| 1995 | Wipeout                       | PlayStation   | Psygnosis                   | [ 7 ]  |
| 1995 | Destruction Derby             | PlayStation   | Psygnosis                   | [ 8 ]  |
| 1995 | Namco Museum Vol. 1           | PlayStation   | Namco                       | [ 9 ]  |
| 1996 | J-League Soccer Prime Goal EX | PlayStation   | Namco                       |        |
| 1996 | Studio P                      | PlayStation   | Argent                      | [ 2 ]  |
| 1996 | World Stadium EX              | PlayStation   | Namco                       | [ 4 ]  |
| 1996 | Wipeout 2097                  | PlayStation   | Psygnosis                   | [ 6 ]  |
| 1996 | Rage Racer                    | PlayStation   | Namco                       | [ 4 ]  |
| 1996 | Motor Toon Grand Prix 2       | PlayStation   | Sony Computer Entertainment | [ 4 ]  |
| 1996 | Galaxian3                     | PlayStation   | Namco                       | [ 9 ]  |
| 1996 | Namco Museum Vol. 3           | PlayStation   | Namco                       | [ 9 ]  |
| 1996 | Tempest X3                    | PlayStation   | Interplay                   | [ 4 ]  |
| 1996 | Destruction Derby 2           | PlayStation   | Psygnosis                   |        |
| 1997 | Rally Cross                   | PlayStation   | Sony Computer Entertainment | [ 7 ]  |
| 1997 | Ace Combat 2                  | PlayStation   | Namco                       | [ 10 ] |
| 1997 | Peak Performance              | PlayStation   | Atlus                       | [ 11 ] |
| 1997 | Xevious 3D/G+                 | PlayStation   | Namco                       | [ 9 ]  |
| 1997 | V-Rally                       | PlayStation   | Infogrames Multimedia       | [ 4 ]  |
| 1997 | Gran Turismo                  | PlayStation   | Sony Computer Entertainment | [ 6 ]  |
| 1997 | Arkanoid Returns              | PlayStation   | Taito                       |        |
| 1997 | Ray Tracers                   | PlayStation   | Taito                       | [ 4 ]  |
| 1997 | TOCA Touring Car Championship | Playstation   | The 3DO Company             |        |
| 1998 | NASCAR 99                     | PlayStation   | Electronic Arts             |        |
| 1998 | R4: Ridge Racer Type 4        | PlayStation   | Namco                       | [ 6 ]  |
| 1998 | Twisted Metal III             | PlayStation   | Sony Computer Entertainment |        |
| 1998 | World Stadium 2               | PlayStation   | Namco                       | [ 9 ]  |
| 1999 | Ace Combat 3: Electrosphere   | PlayStation   | Namco                       | [ 4 ]  |
| 1999 | Crash Team Racing             | PlayStation   | Sony Computer Entertainment | [ 4 ]  |
| 1999 | Side by Side Special          | PlayStation   | Taito                       | [ 4 ]  |
| 2000 | Ridge Racer V                 | PlayStation 2 | Namco                       | [ 12 ] |
| 2001 | Battle Gear 2                 | PlayStation 2 | Taito                       | [ 4 ]  |
| 2002 | Wipeout Fusion                | PlayStation 2 | Psygnosis                   | [ 6 ]  |
| 2005 | NamCollection                 | PlayStation 2 | Namco                       | [ 6 ]  |

## Variantes
NeGcon se ha construido en tres variantes.
- El modelo de primera generación es un neGcon blanco básico con botones en los hombros curvados. Fue fabricado en Corea del Sur.
- El modelo Second Generation tiene botones de hombro de forma más rectangular y fue fabricado en China. La segunda generación también utiliza diferentes componentes en su interior.
- El modelo de tercera generación es una versión negra ligeramente más pequeña del neGcon. Fue diseñado como una versión más barata de los neGcons blancos, pero nunca se ha vendido oficialmente fuera de Japón. El negro NeGcon tenía asas remodeladas diseñadas para ser más ergonómicas. Sin embargo, está construido con plástico y componentes más baratos. Se basa principalmente en el modelo de segunda generación, compartiendo la mayoría de sus componentes.

## Recepción
Según Electronic Gaming Monthly, tras su lanzamiento en Japón, el neGcon "recibió críticas entusiastas de la prensa de juegos debido a su diseño, forma y método de control inusuales".
La cobertura retrospectiva de NeGcon ha recibido una respuesta igualmente positiva y ha ganado notoriedad por su diseño único y extravagante. Time, quien lo clasificó como el cuarto dispositivo más extraño de todos los tiempos, declaró que el NeGcon "se destaca como uno de los pocos controladores de videojuegos simultáneamente extraños y funcionalmente intrépidos", elogiando su entrada de botón sensible y por ser generalmente bueno para juegos de carreras. GameSpot estuvo de acuerdo, diciendo que el controlador ayudó a redefinir el diseño general del controlador PlayStation tradicional. Dijeron que su diseño era extraño y estrafalario, pero que respondía bien y era un excelente controlador para juegos de carreras como Ridge Racer. IGN expresó su decepción por las escasas ventas de NeGcon debido a que el público en general lo consideraba extraño, y escribió que "solo sirve para mostrar dónde lo llevará la innovación genuina".